# Borsania
Borsania é um gênero de traça pertencente à família Arctiidae.